# 梅鶚
梅鶚（1478年—1522年），字幼和，號凫山，直隸寧國府旌德縣人，民籍，明朝政治人物。

## 生平
生平好讀書，與其弟梅鷟齊名。正德二年（1507年）丁卯科應天府鄉試第六名舉人。四十歲中式正德十二年（1517年）丁丑科舒芬榜會試第六十一名，登第二甲第九十一名進士。刑部观政，未仕而卒。享年四十五歲。

## 著作
著作甚多，然而身後遺稿多散佚，只有《鳧山集》四卷傳世。

## 家族
曾祖梅德恭；祖父梅傑；父梅永賢，母姚氏。具庆下。弟梅鹏、梅鷟（贡士）